# Emma Leth
Pour les articles homonymes, voir Leth.
Emma Nok Leth, née le 26 juillet 1990, est une actrice, disc jockey et blogueuse danoise.

## Biographie
Petite-fille de Jørgen Leth, sœur d'Aksel Leth (da) et nièce d'Asger Leth et Kristian Leth, elle a joué à la télévision à partir de l'âge de 11 ans et au cinéma à partir de 14 ans.
Elle tourne également dans des annonces publicitaires. Ayant fait la couverture du numéro 187 d'Eurowoman (da),, elle est particulièrement remarquée dans une annonce télévisée de l'entreprise Trivago, qui a suscité, notamment, diverses réactions au Québec.

## Filmographie

### Cinéma
- 2006 : Supervoksen (da) : Rebekka
- 2008 : Tempelriddernes skat III (da) : Elena
- 2010 : Sandheden om mænd (da)

### Télévision
- 2001 : Rejseholdet (da) (épisode 13) : Camilla
- 2009 : Kristian (da) (épisode 1) : Beate

### Court métrage
- 2004 : Fucking 14